# Zayed I bin Khalifa Al Nahyan
Zayed I bin Khalifa Al Nahyan (in arabo زايد بن خليفة آل نهيان‎?; Abu Dhabi, 1835 – 19 maggio 1909), è stato emiro di Abu Dhabi dal 1855 al 1909. Noto come "Zayed il Grande", fu il nonno di Zayed bin Sultan, il fondatore dei moderni Emirati Arabi Uniti.

## Biografia
Zayed bin Khalifa nacque ad Abu Dhabi nel 1835 ed era figlio dello sceicco Khalifa bin Shakbut. Aveva un fratello di nome Dhiyab che aveva tre figli: Sultan, Mohammed e Ahmed. Visse gran parte della sua vita con i beduini di Abu Dhabi.
Nel 1855, dopo l'abdicazione del cugino Sa'id bin Tahnun, salì al trono. Regnò per 54 anni, fino alla sua morte avvenuta nel 1909.
All'inizio del suo regno, Zayed guidò Abu Dhabi attraverso una serie di conflitti con l'emirato di Sharja. Nel 1868, durante uno scontro armato con le forze rivali, avanzò verso le loro truppe e sfidò l'emiro di Sharja, lo sceicco Khalid I bin Sultan al-Qasimi, in un combattimento singolo. Zayed ferì mortalmente l'avversario ponendo così fine alla guerra. Nonostante questo, lo scoppio di conflitti interni continuò a essere la norma tra le comunità costiere.
Zayed nel 1880 iniziò una lunga guerra con il Qatar per stabilire il confine occidentale del suo regno. Nel 1870 si unì alle forze dell'Oman per guidare le truppe saudite dalla zona di al-Buraymi. Questo permise ai forti dell'oasi di Buraymi di difendere permanentemente Abu Dhabi e costrinse i sauditi ad abbandonare i loro progetti di conquista dell'Oman. In seguito, l'influenza e il controllo di Abu Dhabi su quest'area crebbero costantemente.
Nel 1895, Zayed vide in Al Zorah, oggi parte dell'emirato di Ajman, una base ideale per rifornire le forze dei Bani Qitab a lui fedeli nei conflitti con gli sceicchi del nord. Chiese quindi al residente britannico il permesso di trasferire lì i rifornimenti via mare. Ignaro delle vere ragioni della richiesta, il diplomatico diede il permesso ma Zayed affrontò l'opposizione al suo progetto da parte di altri sceicchi e non fu in grado di completare la mossa. Nel 1897, una sezione della tribù Sudan, parte degli Al Suwaidi, sotto la guida dello sceicco Sultan bin Nasser Al Suwaidi, chiese il permesso di colonizzare Al Zorah con il sostegno di Zayed. Il sovrano era infatti un Suwaidi per parte di madre e aveva sposato con una delle figlie di Sultan. Questo fu concesso dal residente.
Allarmato dal progetto, il sovrano di Ajman costruì un forte lungo uno dei corsi d'acqua che collegava Al Zorah con la terraferma (era all'epoca un'isola) e il sovrano di Sharja, nel 1890, rivolse un appello al residente per impedire questo insediamento di una roccaforte non al-Qasimi nel bel mezzo del suo territorio. Questo fu confermato, con il fastidio di Zayed che aveva visto Al Zorah come un'estensione della sua rivendicazione sulla costa settentrionale. Il progetto fu abbandonato e la decisione di bloccarlo fu successivamente confermata dopo una visita ad Al Zorah da parte del maggiore Percy Zachariah Cox, il residente politico britannico.
Cox definì Zayed come "fastidioso" e chiese ai sovrani di Dubai e Umm al-Qaywayn di non adottare la bandiera bianca con un rettangolo rosso al centro come vessillo degli Stati della Tregua, facendo riferimento che essa rappresentava la federazione tribale al-Qasimi.
Nel 1892 Zayed firmò un trattato con il Regno Unito con il quale cedette effettivamente il controllo delle relazioni commerciali internazionali dell'emirato.
Nel 1894 Zayed era considerato il più potente degli sceicchi degli Stati della Tregua, sostituendo la precedente egemonia di Sharja.
Grazie a diversi matrimoni strategici ebbe molti figli. Il maggiore si chiamava Khalifa e sua madre apparteneva alla tribù dei Manasir.